# Пітер Зезель
Пітер Зезель (англ. Peter Zezel, нар. 22 квітня 1965, Торонто — пом. 26 травня 2009 Торонто) — канадський хокеїст, що грав на позиції центрального нападника.
Провів понад тисячу матчів у Національній хокейній лізі. 

## Ігрова кар'єра
Хокейну кар'єру розпочав 1982 року.
1983 року був обраний на драфті НХЛ під 41-м загальним номером командою «Філадельфія Флаєрс». 
Протягом професійної клубної ігрової кар'єри, що тривала 16 років, захищав кольори команд «Філадельфія Флаєрс», «Вашингтон Кепіталс», «Сент-Луїс Блюз», «Торонто Мейпл-Ліфс», «Даллас Старс», «Нью-Джерсі Девілс» та «Ванкувер Канакс».
Загалом провів 1004 матчі в НХЛ, включаючи 131 гру плей-оф Кубка Стенлі.

## Тренерська кар'єра та смерть
З 1998 року працював тренером у спортивному таборі, де тренував хлопчаків у віці 5 - 14 років.
У жовтні 2001 року, Пітер мало не помер від рідкісної хвороби крові: гемолітична анемія. Незважаючи на хіміотерапію та видалення частини селезінки в 2009 році його стан здоров'я погіршився, помер 26 травня.

## Статистика
| Сезон        | Клуб                 | Ліга         | Регулярний сезон | Регулярний сезон | Регулярний сезон | Регулярний сезон | Регулярний сезон | Плей-оф | Плей-оф | Плей-оф | Плей-оф | Плей-оф |
| Сезон        | Клуб                 | Ліга         | І                | Г                | П                | О                | ШХ               | І       | Г       | П       | О       | ШХ      |
| ------------ | -------------------- | ------------ | ---------------- | ---------------- | ---------------- | ---------------- | ---------------- | ------- | ------- | ------- | ------- | ------- |
| 1982–83      | «Торонто Мальборос»  | ОХЛ          | 66               | 35               | 39               | 74               | 28               | 4       | 2       | 4       | 6       | 0       |
| 1983–84      | «Торонто Мальборос»  | ОХЛ          | 68               | 47               | 86               | 133              | 31               | 9       | 7       | 5       | 12      | 4       |
| 1984–85      | «Філадельфія Флаєрс» | НХЛ          | 65               | 15               | 46               | 61               | 26               | 19      | 1       | 8       | 9       | 28      |
| 1985–86      | «Філадельфія Флаєрс» | НХЛ          | 79               | 17               | 37               | 54               | 76               | 5       | 3       | 1       | 4       | 4       |
| 1986–87      | «Філадельфія Флаєрс» | НХЛ          | 71               | 33               | 39               | 72               | 71               | 25      | 3       | 10      | 13      | 10      |
| 1987–88      | «Філадельфія Флаєрс» | НХЛ          | 69               | 22               | 35               | 57               | 42               | 7       | 3       | 2       | 5       | 7       |
| 1988–89      | «Філадельфія Флаєрс» | НХЛ          | 26               | 4                | 13               | 17               | 15               | —       | —       | —       | —       | —       |
| 1988–89      | «Сент-Луїс Блюз»     | НХЛ          | 52               | 17               | 36               | 53               | 27               | 10      | 6       | 6       | 12      | 4       |
| 1989–90      | «Сент-Луїс Блюз»     | НХЛ          | 73               | 25               | 47               | 72               | 30               | 12      | 1       | 7       | 8       | 4       |
| 1990–91      | «Вашингтон Кепіталс» | НХЛ          | 20               | 7                | 5                | 12               | 10               | —       | —       | —       | —       | —       |
| 1990–91      | «Торонто Мейпл-Ліфс» | НХЛ          | 32               | 14               | 14               | 28               | 4                | —       | —       | —       | —       | —       |
| 1991–92      | «Торонто Мейпл-Ліфс» | НХЛ          | 64               | 16               | 33               | 49               | 26               | —       | —       | —       | —       | —       |
| 1992–93      | «Торонто Мейпл-Ліфс» | НХЛ          | 70               | 12               | 23               | 35               | 24               | 20      | 2       | 1       | 3       | 6       |
| 1993–94      | «Торонто Мейпл-Ліфс» | НХЛ          | 41               | 8                | 8                | 16               | 19               | 18      | 2       | 4       | 6       | 8       |
| 1994–95      | «Каламазу Вінгс»     | ІХЛ          | 2                | 0                | 0                | 0                | 0                | —       | —       | —       | —       | —       |
| 1994–95      | «Даллас Старс»       | НХЛ          | 30               | 6                | 5                | 11               | 19               | 3       | 1       | 0       | 1       | 0       |
| 1995–96      | «Сент-Луїс Блюз»     | НХЛ          | 57               | 8                | 13               | 21               | 12               | 10      | 3       | 0       | 3       | 2       |
| 1996–97      | «Сент-Луїс Блюз»     | НХЛ          | 35               | 4                | 9                | 13               | 12               | —       | —       | —       | —       | —       |
| 1996–97      | «Нью-Джерсі Девілс»  | НХЛ          | 18               | 0                | 3                | 3                | 4                | 2       | 0       | 0       | 0       | 10      |
| 1997–98      | «Олбані Рівер Ретс»  | АХЛ          | 35               | 13               | 37               | 50               | 18               | —       | —       | —       | —       | —       |
| 1997–98      | «Нью-Джерсі Девілс»  | НХЛ          | 5                | 0                | 3                | 3                | 0                | —       | —       | —       | —       | —       |
| 1997–98      | «Ванкувер Канакс»    | НХЛ          | 25               | 5                | 12               | 17               | 2                | —       | —       | —       | —       | —       |
| 1998–99      | «Ванкувер Канакс»    | НХЛ          | 41               | 6                | 8                | 14               | 16               | —       | —       | —       | —       | —       |
| 2002–03      | «Кембридж Горнетс»   | ОХА          | 8                | 5                | 4                | 9                | 0                | —       | —       | —       | —       | —       |
| 2003–04      | «Кембридж Горнетс»   | ОХА          | 18               | 7                | 17               | 24               | 16               | —       | —       | —       | —       | —       |
| 2004–05      | «Кембридж Горнетс»   | ОХА          | 4                | 0                | 6                | 6                | 2                | —       | —       | —       | —       | —       |
| Усього в НХЛ | Усього в НХЛ         | Усього в НХЛ | 873              | 219              | 389              | 608              | 435              | 131     | 25      | 39      | 64      | 83      |